# خوان فرنانديز فيليلا
خوان فرنانديز فيليلا (بالإسبانية: Juan Fernández Vilela)‏ هو لاعب كرة قدم إسباني، ولد في 16 سبتمبر 1948 في فيرول في إسبانيا. لعب مع سلتا فيغو.

## وصلات خارجية
- خوان فرنانديز فيليلا على موقع قاعدة بيانات كرة القدم.إي يو (الإنجليزية)
- خوان فرنانديز فيليلا على موقع أوليمبيديا (الإنجليزية)